# تريفور غير
تريفور غير (بالإنجليزية: Trevor Geer)‏ هو متسابق دراجات نارية بريطاني، ولد في 24 يونيو 1953 في Polegate ‏ في المملكة المتحدة.